# Джакиев, Марат Исагалиевич
Марат Исагалиевич Джакиев (род. 12 сентября 1968 года) — советский и казахстанский  боксёр и тренер по боксу. Заслуженный тренер Республики Казахстан. Почётный гражданин Актау (2014).

## Биография
Марат Исагалиевич Джакиев родился 12 сентября 1968 года в Мангистауской области Казахской ССР. В 1985 году окончил среднюю школу № 11 города Актау.
Начал заниматься боксом в 1980 году под руководством Александра Драча. В 1986 году выполнил норматив мастера спорта СССР. Бронзовый призёр чемпионата СССР 1989 года в категории до 60 кг. Всего на ринге провел 160 боев, в которых одержал 135 побед. В 1991 году дебютировал на профессиональном ринге, проиграв бой чемпиону России Асламбеку Амаеву.
В 1992 году начал тренерскую карьеру, но затем сменил род деятельности. Лишь в 2001 году Джакиев снова стал тренировать боксёров в Мангистауской областной СДЮШОР по боксу, с 2002 года является её директором. Старший тренер сборной команды Мангистауской области. С 2014 по 2015 год был главным тренером команды «Astana Arlans».
Работает тренером национальной сборной команды и входит в тренерcкий совет НСК Республики Казахстан по боксу.
Наиболее высоких результатов среди его воспитанников добились:
- Адильбек Ниязымбетов — двукратный серебряный призёр Олимпийских игр (2012, 2016), двукратный серебряный призёр чемпионатов мира (2011, 2013), чемпион Азии 2014 года[9],
- Ердос Джанабергенов — чемпион мира 2005 года, чемпион Азии 2005 года[10],
- Азамат Исакулов — бронзовый призёр чемпионата Азии 2017 года, чемпион Казахстана 2016 года,

## Награды и звания
- Почётное звание «Заслуженный тренер Республики Казахстан».
- Тренер года Республики Казахстан (2014)[11].
- Почётный гражданин Актау (2014)[12].
- Орден Курмет (2012)[13]
- Орден Парасат (2014).
- Медаль «25 лет независимости Республики Казахстан» (2016)[14]